# Вукајловића кућа
Вукајловића кућа, једна од најстаријих на Јасиковицама - Калуђерким барама, на планини Тари, у оквиру НП Тара, подигнута је средином 19. века.

## Опис куће
Први власник куће је био Витор Вукајловић, држао је кафану у Бајиној Башти и био је добро познат у тарском крају. Градитељи су били чланови познате градитељске породице Живковић из Пећи у Осату. Грађевина се састоји из два дела, подрумског простора од камена трпанца, скромно обрађеног и горњих просторија за становање. Зидови су изведени од дебелих борових брвана постављених на камени темељ укопаног на нагибном делу терена. У првобитној верзији кућа је имала две собе и оџаклију, а у таванском простору сушено је месо. Првобитни покривач је био борова шиндра, а каснији власници поставили су до данас очувану ћерамиду. у Каснијим реконструкцијама грађевина је подељена на неколико соба са великим ходником. Објекат је у добром стању, мада више не служи за становање.
По причи наследника, у једној од соба разбојници су 1916. године убили власника куће. Сачувани запис из 1905. године, на брвнима код улазних врата, по коме је у овој кући са госпођом Аном 1905. године, боравио Славиша, узима се као сведочанство о првим туристима на планини Тари почетком 20. века.